# Via mesocortical

Via destacada em azul, que se estende desde a TVA até a região hipotalâmica.

A via mesocortical é uma via neuronal que conecta a área tegmental ventral ao córtex cerebral, em particular aos lobos frontais. É uma das quatro maiores vias dopaminérgicas do cérebro. É essencial para normal função cognitiva do córtex pré-frontal dorsolateral e pensa-se estar envolvida em aspectos de motivação e resposta emocional.
Esta via pode ser o sistema cerebral que funciona anormalmente no caso das psicoses, como na esquizofrenia. Pensa-se estar associada aos sintomas negativos da esquizofrenia que incluem a avolição, alogia e embotamento afetivo. Esta via está amplamente associada com a via mesolímbica.